# 安东尼奥·沃森
安东尼奥·沃森（英語：Antonio Watson，2001年9月11日—），牙买加男子田径运动员，2017年世界U18田径锦标赛男子400米金牌得主和混合4×400米接力银牌得主、2018年夏季青年奥运会男子200米银牌得主、2023年世界田径锦标赛男子400米金牌得主。